# Апитоксинотерапия
Апитоксинотерапия е метод на лечение с помощта на пчелна отрова.
Лечението става чрез пчелни ужилвания, инжекционно приложение, електрофореза, за местни бани и с ултразвуково лечение.
Пчелната отрова се използва за подобряване на състоянието и лечение на ревматоиден артрит, лупус, мигрена, псориазис, множествена склероза.
Д-р Стоян Драгнев (1938) в България „за първи път прилага пчелна отрова с лечебна цел“ според д-р Пламен Енчев.